# Mistrovství České republiky v cyklokrosu 2024
Mistrovství České republiky v cyklokrosu 2024 se uskutečnilo 14. ledna 2024 v Táboře ve sportovním areálu Komora. Domácí šampionát hostilo pořadatelské město již pošesté. Okruh závodu o délce 2950 m byl totožný s tím, na kterém se o tři týdny později jelo Mistrovství světa.

## Přehled muži
| Poř.             | Jméno          | Čas           |
| ---------------- | -------------- | ------------- |
| Zlatá medaile    | Michael Boroš  | 0:56:10.9 h   |
| Stříbrná medaile | Adam Ťoupalík  | + 00:14.5 min |
| Bronzová medaile | Zdeněk Štybar  | + 00:41.7 min |
| 4                | Pavel Jindřich | + 01:28.7 min |
| 5                | Václav Ježek   | + 01:53.0 min |
| 6                | Jan Zatloukal  | + 02:12.7 min |

## Přehled ženy
| Poř.             | Jméno             | Čas           |
| ---------------- | ----------------- | ------------- |
| Zlatá medaile    | Kristýna Zemanová | 44:55.9 min   |
| Stříbrná medaile | Nikola Nosková    | + 01:12.4 min |
| Bronzová medaile | Simona Spěšná     | + 01:48.2 min |
| 4                | Nikola Bajgerová  | + 02:16.1 min |
| 5                | Pavla Havlíková   | + 02:29.7 min |
| 6                | Tereza Vaníčková  | + 02:46.1 min |

## Přehled junioři
| Poř.             | Jméno          | Čas           |
| ---------------- | -------------- | ------------- |
| Zlatá medaile    | Kryštof Bažant | 40:21.6 min   |
| Stříbrná medaile | Patrik Lienert | + 01:19.9 min |
| Bronzová medaile | David Friedel  | + 02:06.4 min |
| 4                | Tomáš Hájek    | + 02:16.4 min |
| 5                | Matěj Havel    | + 02:16.9 min |
| 6                | Tomáš Kraus    | + 02:40.9 min |

## Přehled juniorky
| Poř.             | Jméno              | Čas           |
| ---------------- | ------------------ | ------------- |
| Zlatá medaile    | Amálie Gottwaldová | 47:36.4 min   |
| Stříbrná medaile | Kateřina Douděrová | + 00:17.0 min |
| Bronzová medaile | Daniela Hezinová   | + 01:02.0 min |
| 4                | Anna Hrdinová      | + 01:27.4 min |
| 5                | Anna Panušová      | + 01:44.7 min |
| 6                | Hanka Viková       | + 02:41.0 min |